# Musije Emilijan
Musije Emilijan (? – 261. ili 262.), rimski uzurpator, najvjerojatnije podrijetlom iz Italije.
Bio je časnik u rimskoj vojsci cara Valerijana i Filipa Arapina. Podržavao je pobunu Makrijana protiv cara Galijena, te se proglasio carem u Aleksandriji, kada je Makrijan poražen. Galijen je poslao svoga generala Aurelija Teodota da uguši pobunu. Nakon kratkog otpora Musije Emilijan je poražen i uhvaćen te kasnije, 261. ili 262., zadavljen u zarobljeništvu. Njegov je pristaša Memor također ubijen.